# Gerra
|  | No s'ha de confondre amb gerro. |

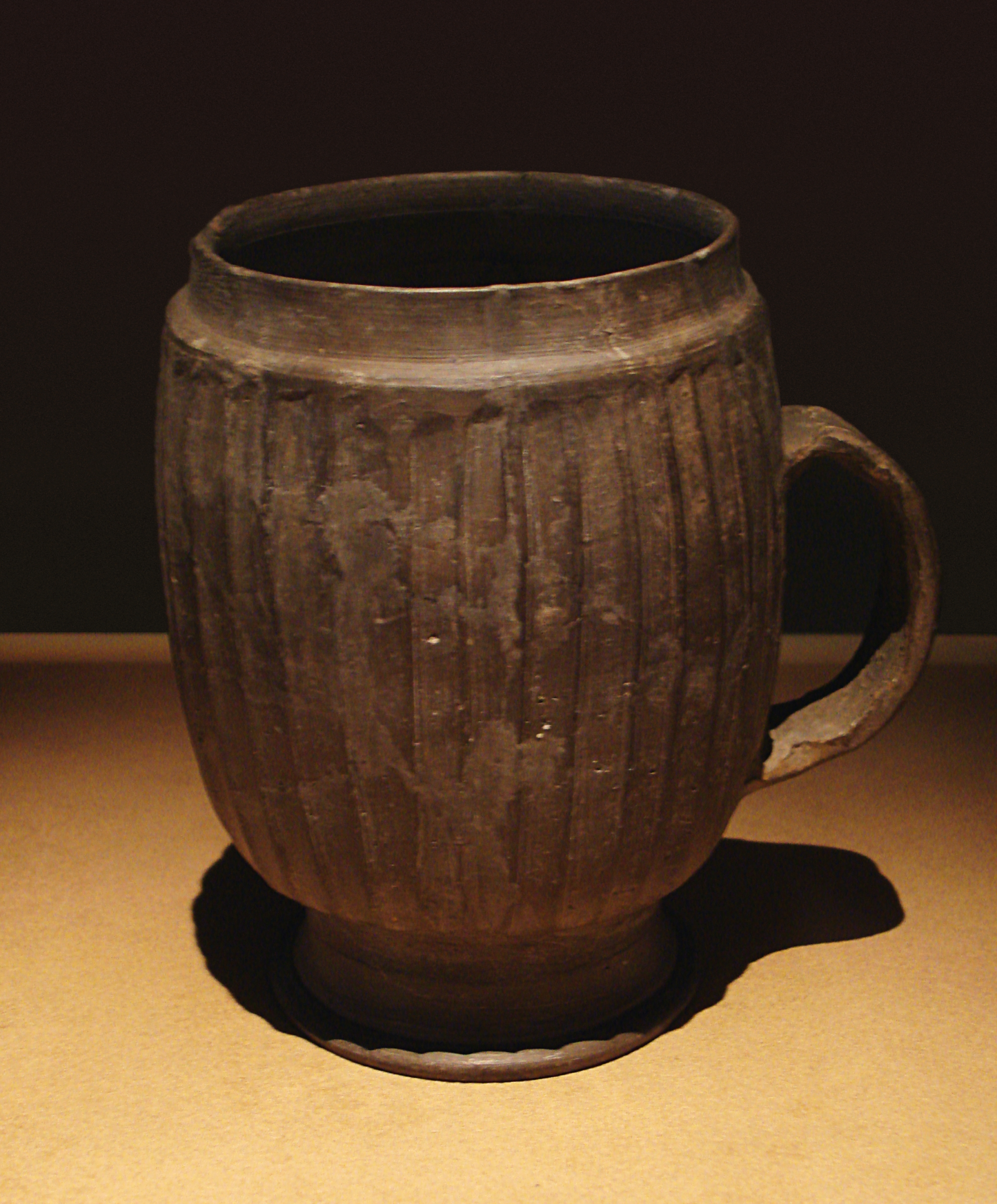
Gerra del Neolític c. 2500 aC- 2000 aC de la Xina

La gerra, ancolla, tina, cadaf, pitxer o pitxell és un got gran de forma panxuda que pot ser de terrissa, vidre o metall, normalment té una nansa encara que també n'hi ha amb dues nanses i una obertura ampla.
És un tipus d'atuell molt usat d'ençà de la prehistòria fet d'argila cuita i normalment amb una nansa, les de dues nanses es van començar a usar a comptar de la protohistòria.
A Catalunya la gerra i el seu diminutiu, el gerró, servien sobretot per a contenir oli.
Hi ha diversos models de boques: 
- De boca rodona. Aquest tipus amb una nansa va ser dels primers utilitzats (després del bol) per beure, estant dels més abundants en arqueologia.
- De bec. Presenta aquesta gerra un bec per vessar l'aigua o qualsevol altre líquid, realitzat al mateix caire de la boca i la nansa està col·locada al costat oposat per facilitar l'abocament del líquid o beure'l directament. Malgrat ser un model molt comú a l'època neolítica, es continua fabricant amb diversos materials.
- De boca quadrada. De boca quadrada, existeixen també gots sense nanses, però la pròpiament gerra acostumava a tenir uns 15/20 cm d'altura i amb nansa, els terrissaires acostumen a denominar-la «gerra de pics».
- Amb coll i dues nanses. Aquest model és molt popular a la terrissa hispano-lusitana, anomenada «alcarraza» a Andalusia i «terrassa» (tarraza en espanyol) a València i la seva utilització era principalment com a contenidor d'aigua.
- D'una nansa amb vessador o broc. La singularitat d'aquest tipus de gerra es troba a la seva nansa-broc per la que surt el líquid, el que permet de beure a raig, es considera el prototip del càntir o porró. Es troben entre els atuells de la ceràmica cardial.[4]